# Stiftung Gesundheit
Die Stiftung Gesundheit ist eine gemeinnützige Stiftung. Sie betreibt die Arzt-Auskunft, ein öffentlich zugängliches Online-Verzeichnis mit Informationen über Arztpraxen, Medizinischen Versorgungszentren, (Reha-)Kliniken und Notfalleinrichtungen. Zudem führt sie Studien im Gesundheitssektor durch.
Die Stiftung wurde 1996 errichtet. Ende 2004 verlegte sie ihren Sitz von Kiel nach Hamburg. Der nicht namentlich genannte Stifter war ein niedergelassener Arzt aus Norddeutschland. Im Laufe der Zeit haben weitere Ärzte und Förderer die Arbeit der Stiftung durch Mitarbeit und private Spenden unterstützt. Die Stiftung Gesundheit erhält keine öffentlichen Mittel und ist nach eigener Aussage unabhängig von Regierung, Parteien, Industrie, Verbänden und weltanschaulichen Gruppierungen.

## Satzungszwecke
Satzungszweck ist es, Transparenz im Gesundheitswesen zu fördern und praktische Orientierungshilfe einem möglichst breiten Publikum zu bieten, insbesondere durch:
- Aufbau und Führung eines Ärzteregisters, der „Arzt-Auskunft“. Diese soll es jedermann einfach ermöglichen, telefonisch oder über das Internet Ärzte, Zahnärzte, Psychologische Psychotherapeuten, Kliniken, Rehakliniken, Chefärzte, Notfallpraxen und Physiotherapeuten mit den jeweils gesuchten Spezialisierungen in seiner Region und nach seinen speziellen Bedürfnissen, zum Beispiel rollstuhlgerechter Zugang, zu finden.
- Die Stiftung prüft Publikationen, die in qualifizierter Weise die jeweilige Zielgruppe über gesundheitsrelevante Themen und Zusammenhänge informieren und geeignet sind, Transparenz und Sicherheit für Patienten zu schaffen. Das Werk muss die wesentlichen Ansätze, Konzepte bzw. Therapieformen samt ihren Problemen, Grenzen und Risiken umreißen und darf nicht einzelne Methoden unkritisch hervorheben.
- Würdigung von insbesondere populärwissenschaftlichen Werken sowie sonstigen publizistischen Leistungen, die in herausragender Weise Zusammenhänge in Medizin und Gesundheit aufzeigen. Dazu müssen sie ein Höchstmaß sowohl medizinisch-fachlicher als auch didaktisch-journalistischer Kompetenz zeigen.

## Satzungsgemäße Aufgaben

### Arzt-Auskunft
Die Arzt-Auskunft wurde 1997 von der Stiftung ins Leben gerufen. Ziel ist es, alle in der ambulanten Versorgung tätigen niedergelassene Ärzte und Zahnärzte einschließlich Privatbehandler sowie Belegärzte, Chefärzte und Kliniken (Reha- und Zahnkliniken), Psychologische Psychotherapeuten, Notfalleinrichtungen und Selbsthilfegruppen in einer Datenbank zu führen. Die Arztsuche bietet Informationen wie Sprechzeiten, Terminvereinbarungsmöglichkeiten sowie Barrierefreiheitskriterien.
Krankenversicherungen und medizinischen Vermittlern werden kostenpflichtig weitere Informationen zur Verfügung gestellt.

### Güteprüfung und Zertifizierung gesundheitsbezogener Publikationen
Dritter Satzungszweck ist die Güteprüfung gesundheitsbezogener Informationsmaterialien sowie Arztwebsites. Der Prüfungsprozess umfasst beispielsweise, ob die Inhalte sachlich sind, die Website für die jeweilige Zielgruppe verständlich und die Inhalte zutreffend dimensioniert sind sowie die Texte publizistisch sorgfältig erarbeitet wurden. Außerdem werden Kriterien geprüft wie Rechtssicherheit sowie technische Fragen wie Barrierefreiheit der Website. Bei erfolgreicher Prüfung erhalten die Publikationen das Zertifizierungssiegel. Das Siegel ist bei Printprodukten für die jeweilige Auflage, bei digitalen Angeboten für ein Jahr gültig. Die Maximen fasst die Stiftung zusammen in den Schlagworten „Methodenvielfalt“, „Methodentransparenz“ und „Methodenkritik“.

### Publizistik-Preis
Der Publizistik-Preis wird seit 1998 jährlich von der Stiftung vergeben. Die Auszeichnung gilt Beiträgen, die gesundheitliches Wissen für Laien verständlich vermitteln und Zusammenhänge anschaulich darstellen. Dazu müssen die Autoren medizinisch-fachliche ebenso wie journalistische Kompetenzen zeigen. Der Preis ist mit 3.000 Euro dotiert und nicht extern gesponsert. Der Publizistik-Preis wird auf der jährlichen Preisverleihung verliehen.

## Publikationen und Studien

### Strukturverzeichnis der medizinischen Versorgung
Das Strukturverzeichnis der medizinischen Versorgung wird für ein breites Spektrum von Analysen in der Versorgungsforschung verwendet:
Im September 2018 publizierte beispielsweise der Gemeinsame Bundesausschuss das Gutachten zur Weiterentwicklung der Bedarfsplanung in der Bundesrepublik Deutschland basierend auf der Arbeit der Forschungsgruppe um Leonie Sundmacher, Fachbereich Health Services Management an der Ludwig-Maximilians-Universität München. Datenbasis, insbesondere auch bezüglich der Barrierefreiheit in der ärztlichen Versorgung, ist die Datenbasis der Arzt-Auskunft Professional der Stiftung Gesundheit.
Das Forschungsprojekt Sustain aus dem EU-Programm Horizont 2020 ist im Jahr 2019 abgeschlossen worden. Unter der Federführung der Freien Universität Amsterdam erarbeiteten Forschungseinrichtungen aus acht EU-Ländern eine „Toolbox“ zur Integrierten Versorgung. Die Stiftung Gesundheit Fördergemeinschaft trug als die Institution aus Deutschland zu dem Forschungsprojekt bei.
Der Verband der Privaten Krankenversicherung publizierte 2019 den Regionalatlas. Als Datengrundlage diente eine anonymisierte Momentaufnahme der räumlichen und fachlichen Verteilung der Ärzte und medizinischen Versorgungsmöglichkeiten auf der Grundlage des Strukturverzeichnisses.

### Stimmungsbarometer
Das „Stimmungsbarometer“ (bis Anfang 2023 Medizinklima) erhebt die Stiftung vier Mal pro Jahr gemeinsam mit der Gesellschaft für Gesundheitsmarktanalyse (ggma). Durch diesen Index soll die wirtschaftliche Grundstimmung der in Deutschland niedergelassenen Ärzte, Zahnärzte und Psychologischen Psychotherapeuten sowie seit Anfang 2022 die größten sechs Gruppen der Heilberufler messbar gemacht werden. Er berechnet sich nach der Einschätzung, die Ärzte und Zahnärzte über ihre aktuelle wirtschaftliche Lage und die Aussichten für die nächsten sechs Monate treffen.

### Ad-hoc-Befragungsreihe „Im Fokus“
Ebenfalls einmal im Quartal befragt die Stiftung seit Anfang 2022 die Leistungserbringer – ärztliche wie nichtärztliche – zu einem aktuellen Fokusthema. Die Ad-hoc-Befragung erfolgt im Rahmen der Erhebung zum Stimmungsbarometer. Themen waren bisher zum Beispiel Auswirkungen steigender Energiekosten auf die ambulante Versorgung, Praxisübernahmen durch Investoren sowie Ambulantisierung aus Sicht der Niedergelassenen.

### Studienreihe „Ärzte im Zukunftsmarkt Gesundheit“
Jährlich gibt die Stiftung die Studie Ärzte im Zukunftsmarkt Gesundheit heraus. Dabei werden niedergelassene Ärzte und Zahnärzte in einer Online-Erhebung zu Themen befragt, die für ihren Berufsstand in Deutschland aktuell oder zukünftig eine Rolle spielen können – wie zum Beispiel Arbeitszeiten, Praxis-Marketing oder neue Kooperationsformen. Die Datenerhebung und Auswertung führt die Gesellschaft für Gesundheitsmarktanalyse durch.

### Weitere Studien
Die Stiftung Gesundheit führt ebenfalls Studien und Umfragen im Auftrag durch, 2022 etwa für den Bundesverband Gesundheits-IT zu Digitalprojekte im deutschen Gesundheitswesen oder für die Allianz Klimawandel und Gesundheit und dem Centre for Planetary Health Policy Umfragen zu Beschlüssen des Deutschen Ärztetages hinsichtlich Klimaschutzmaßnahmen und CO2-Fußabdruck in medizinischen Einrichtungen.

## Fördergemeinschaft
1999 wurde die Stiftung Gesundheit Fördergemeinschaft e. V. ins Leben gerufen. Als eingetragener Verein ist die Fördergemeinschaft durch deren Mitglieder konstituiert. Der Förderverein unterstützt satzungsgemäß die Stiftung bei der Umsetzung ihrer Aufgaben.

### Projekt Barrierefreie Praxis
Im Laufe der Jahre wandten sich mehrfach Verbände und Betroffene an die Stiftung und wiesen darauf hin, dass die ärztliche Versorgung in Deutschland für Menschen mit Behinderungen unzureichend ist, weil viele Arztpraxen für Behinderte nicht erreichbar bzw. nicht ausgestattet seien. Die Stiftung selbst hatte diesen Themenbereich nicht als einen der Satzungszwecke verzeichnet und durfte selbst deshalb dort nicht tätig werden. Die Fördergemeinschaft hat nach Prüfungen und Erhebungen in diesem Feld mit absoluter Mehrheit im Mitgliederentscheid ihre Satzung entsprechend erweitern können und durfte damit dort tätig werden. Seitdem trägt die Fördergemeinschaft die Kosten des Projekts „Barrierefreie Praxis“. Dabei werden zyklisch bei allen Arztpraxen in Deutschland detailliert die jeweiligen Vorkehrungen der Barrierefreiheit für Menschen mit leichten sowie schweren Mobilitätseinschränkungen auch etwa Hör- und Sehbehinderungen erhoben. Die Ergebnisse im Detail werden als zusätzliche Informationen der Arzt-Auskunft (arzt-auskunft.de) kostenfrei allgemein zugänglich gemacht.

### Medizinrechts-Beratungsnetz
Im Jahr 2000 initiierte die Fördergemeinschaft in Zusammenarbeit mit der Universität Kiel als ein Pilotprojekt das „Medizinrechts-Beratungsnetz“. Während eines Jahres wurde der Bedarf, die Nutzungsmodi und die Ergebniszufriedenheit der Bürger mit dem Angebot der kostenfreien medizin- und sozialrechtlichen Beratung evaluiert.
Im Anschluss an das Pilotprojekt und die Evaluation übernahm der Verein der Medizinrechtsanwälte den bundesweiten Ausbau dieses Services als Regelbetrieb. Die Leistung ist ein für die Bürger kostenloses anwaltliches Orientierungsgespräch / Beratung in Fragen von Medizinrecht sowie Sozialrecht in den Bereichen von Kranken- und Pflegeversicherung. Stützpunkte gibt es an rund 200 Standorten. Bis 15 Jahre nach dem Übergang des Projekts an den Medizinrechtsanwälte e. V. behielt sich die Stiftung Gesundheit Fördergemeinschaft in Abstimmung mit der Stiftung Gesundheit die Qualitätssicherung des Angebots vor. 2016 ging der Service vollständig auf den Medizinrechtsanwälte e. V. über.

## Gremien
- Norbert Klusen, Vorsitzender des Kuratoriums[12][13]
- Kai Kolpatzik, stellv. Vorsitzender des Kuratoriums
- Christoph Dippe, Vorsitzender des Vorstands[14]
- Stefan Winter, Vorstand[15]
- Peter Müller, Vorsitzender des Stiftungsrats[16]